# Aglomerado

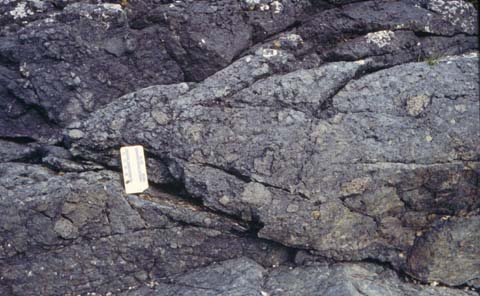
Fotografía de un aglomerado de roca (USGS).

Un aglomerado es una roca ígnea volcánica formada casi totalmente de trozos angulares o redondeados de lava, de variadas formas y tamaños; están asociados con los flujos de lava que se expulsan durante las erupciones volcánicas. Algunos geólogos clasifican los aglomerados como bombas, bloques y breccia. Parecen conglomerados sedimentarios, pero su origen es completamente diferente.[cita requerida]
Las bombas volcánicas son expelidas en estado líquido, volviéndose esféricas en la solidificación, y los bloques volcánicos brotan como piezas sólidas. Durante la aglomeración y la solidificación de los fragmentos angulosos, conocidos también como piroclásticos, se forman los aglomerados.[cita requerida]